# Grafenau (Niederbayern)
Pentru alte semnificații ale cuvântului Grafenau vezi pagina de dezambiguizare Grafenau.
Grafenau (Niederbayern) este un oraș din landul Bavaria, Germania.